# Вејл (Аризона)
Вејл (енгл. Vail) насељено је место без административног статуса у америчкој савезној држави Аризона.

## Демографија
По попису из 2010. године број становника је 10.208, што је 7.724 (311,0%) становника више него 2000. године.
| Група             | 2000.         | 2010.         |
| Белци             | 1.987 (80,0%) | 7.308 (71,6%) |
| Афроамериканци    | 16 (0,6%)     | 334 (3,3%)    |
| Азијати           | 12 (0,5%)     | 249 (2,4%)    |
| Хиспаноамериканци | 413 (16,6%)   | 1.983 (19,4%) |
| Укупно            | 2.484         | 10.208        |